# Phorbas erectus
Phorbas erectus är en svampdjursart som beskrevs av Claude Lévi 1993. Phorbas erectus ingår i släktet Phorbas och familjen Hymedesmiidae.
Artens utbredningsområde är havet kring Nya Kaledonien. Inga underarter finns listade i Catalogue of Life.